# 高橋秀実 (政治学者)
高橋 秀実（たかはし ひでみ）は、日本の国際政治学者（早稲田大学 修士（学術））、神戸市立工業高等専門学校の教授。専門は、国際関係論。特に米国の外交安全保障政策の研究。
歴史学研究会所属。

## 経歴
- 1981年 - 早稲田大学 政治経済学部 経済学科

## 著書
- 政治・経済学概論 学術図書出版社 1999年 ISBN 4-87361-491-0 (共著)[2]
- 教養の政治学・経済学 学術図書出版社 2005年 ISBN 4-87361-781-2 (共著)[3]